# Цирцов, Карола
Каро́ла Ци́рцов-Дре́кслер (нем. Carola Zirzow-Drechsler; 15 сентября 1954, Пренцлау) — немецкая гребчиха-байдарочница, выступала за сборную ГДР в середине 1970-х годов. Чемпионка летних Олимпийских игр в Монреале, трёхкратная чемпионка мира, победительница многих регат национального и международного значения.

## Биография
Карола Цирцов родилась 15 сентября 1954 года в городе Пренцлау. Активно заниматься греблей начала с раннего детства, проходила подготовку в одном из спортивных клубов Нойбранденбурга.
Первого серьёзного успеха на взрослом международном уровне добилась в 1974 году, когда попала в основной состав национальной сборной ГДР и побывала на чемпионате мира в Мехико, откуда привезла награду золотого достоинства, выигранную в зачёте четырёхместных байдарок на дистанции 500 метров. Год спустя на аналогичных соревнованиях в югославском Белграде одержала победу сразу в двух дисциплинах, в двойках на пятистах метрах и в четвёрках на пятистах метрах, став таким образом трёхкратной чемпионкой мира.

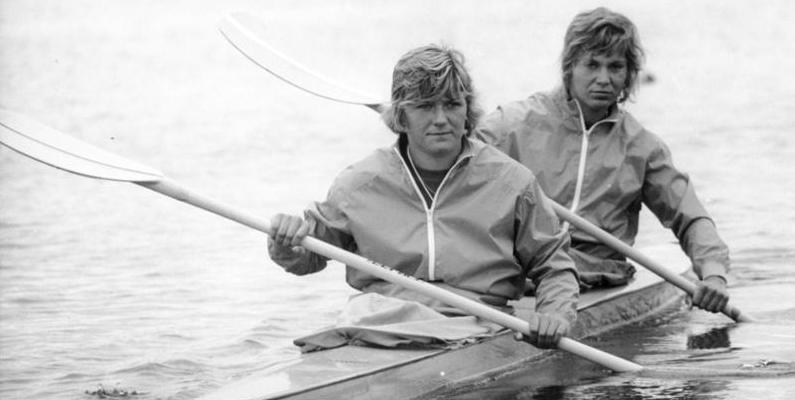
Бербель Кёстер и Карола Цирцов (справа) во время тренировки на Олимпийских играх 1976 года

Благодаря череде удачных выступлений удостоилась права защищать честь страны на летних Олимпийских играх 1976 года в Монреале — в программе одиночных байдарок обогнала всех своих соперниц и завоевала тем самым золотую олимпийскую медаль, тогда как в двойках вместе с напарницей Бербель Кёстер выиграла бронзовую медаль, проиграв в решающем заезде лишь экипажам из СССР и Венгрии.
Несмотря на выигранную Олимпиаду, Цирцов вскоре была исключена из сборной за дисциплинарный проступок — её заподозрили в связи с итальянским байдарочником Оресте Перри. Не имея возможности продолжить спортивную карьеру на международном уровне, покинула большой спорт. Впоследствии работала физиотерапевтом в клинике в Нойбранденбурге, вышла замуж и сменила фамилию на Дрекслер.